# República Popular China en los Juegos Paralímpicos
La República Popular China en los Juegos Paralímpicos está representada por el Comité Paralímpico Nacional de China, miembro del Comité Paralímpico Internacional.
Ha participado en once ediciones de los Juegos Paralímpicos de Verano, su primera presencia tuvo lugar en Nueva York y Stoke Mandeville 1984. El país ha obtenido un total de 1449 medallas en las ediciones de verano: 623 de oro, 475 de plata y 351 de bronce.
En los Juegos Paralímpicos de Invierno ha participado en seis ediciones, siendo Salt Lake City 2002 su primera aparición en estos Juegos. El país ha obtenido un total de 62 medallas en las ediciones de invierno: 19 de oro, 20 de plata y 23 de bronce.
Este país fue anfitrión de los Juegos Paralímpicos de Verano en una ocasión: Pekín 2008, y de los Juegos Paralímpicos de Invierno en una ocasión: Pekín 2022.

## Medallero

### Por edición
| Evento                                | Oro | Plata | Bronce | Total |
| ------------------------------------- | --- | ----- | ------ | ----- |
| Nueva York 1984 Stoke Mandeville 1984 | 2   | 12    | 8      | 22    |
| Seúl 1988                             | 16  | 17    | 8      | 41    |
| Barcelona 1992                        | 11  | 7     | 7      | 25    |
| Atlanta 1996                          | 16  | 13    | 10     | 39    |
| Sídney 2000                           | 34  | 22    | 17     | 73    |
| Atenas 2004                           | 63  | 46    | 32     | 141   |
| Pekín 2008                            | 89  | 70    | 52     | 211   |
| Londres 2012                          | 95  | 71    | 65     | 231   |
| Río de Janeiro 2016                   | 107 | 81    | 51     | 239   |
| Tokio 2020                            | 96  | 60    | 51     | 207   |
| París 2024                            | 94  | 76    | 50     | 220   |
| TOTAL                                 | 623 | 475   | 351    | 1449  |

| Evento              | Oro | Plata | Bronce | Total |
| ------------------- | --- | ----- | ------ | ----- |
| Salt Lake City 2002 | 0   | 0     | 0      | 0     |
| Turín 2006          | 0   | 0     | 0      | 0     |
| Vancouver 2010      | 0   | 0     | 0      | 0     |
| Sochi 2014          | 0   | 0     | 0      | 0     |
| Pyeongchang 2018    | 1   | 0     | 0      | 1     |
| Pekín 2022          | 18  | 20    | 23     | 61    |
| TOTAL               | 19  | 20    | 23     | 62    |

### Por deporte
| Evento                        | Oro | Plata | Bronce | Total |
| ----------------------------- | --- | ----- | ------ | ----- |
| Atletismo                     | 208 | 164   | 115    | 487   |
| Bádminton                     | 14  | 5     | 3      | 22    |
| Bochas                        | 2   | 4     | 1      | 7     |
| Baloncesto en silla de ruedas | 0   | 1     | 1      | 2     |
| Ciclismo                      | 18  | 19    | 18     | 55    |
| Esgrima en silla de ruedas    | 43  | 23    | 16     | 82    |
| Fútbol 5                      | 0   | 1     | 0      | 1     |
| Golbol                        | 1   | 4     | 1      | 6     |
| Judo                          | 11  | 11    | 9      | 31    |
| Levantamiento de potencia     | 40  | 35    | 23     | 98    |
| Natación                      | 160 | 143   | 116    | 419   |
| Piragüismo                    | 0   | 0     | 1      | 1     |
| Remo                          | 3   | 3     | 1      | 7     |
| Taekwondo                     | 1   | 0     | 1      | 2     |
| Tenis de mesa                 | 86  | 37    | 26     | 149   |
| Tenis en silla de ruedas      | 0   | 0     | 1      | 1     |
| Tiro                          | 19  | 12    | 9      | 40    |
| Tiro con arco                 | 14  | 10    | 9      | 33    |
| Voleibol                      | 3   | 3     | 0      | 6     |
| TOTAL                         | 623 | 475   | 351    | 1449  |

| Evento                     | Oro | Plata | Bronce | Total |
| -------------------------- | --- | ----- | ------ | ----- |
| Biatlón                    | 4   | 2     | 6      | 12    |
| Curling en silla de ruedas | 2   | 0     | 0      | 2     |
| Esquí alpino               | 3   | 9     | 7      | 19    |
| Esquí de fondo             | 7   | 6     | 5      | 18    |
| Hockey sobre hielo         | 0   | 0     | 1      | 1     |
| Snowboard                  | 3   | 3     | 4      | 10    |
| TOTAL                      | 19  | 20    | 23     | 62    |